# Небожатко Зоя Геннадіївна
Зоя Геннадіївна Небожа́тко (нар. 22 жовтня 1968, Київ) — українська художниця; член Київської організації Національної спілки художників України з 1999 року.

## Біографія
Народилася 22 жовтня 1968 року в місті Києві (нині Україна), дочка живописця Геннадія Небожатка. 1987 року закінчила Київську художню школу імені Тараса Шевченка; 1994 року — Українську академію мисткцтв, де навчалася у майстерні Віктора Шаталіна.
Жила в Києві, в будинку на вулиці Михайла Котельникова, № 82. З 2015 року мешкає в місті Мюнхені у Німеччині.

## Творчість
Працює в галузі станкового живопису. Серед робіт:
- «Там, де немає горя» (1991);
- «Течія» (1997);
- «Туман» (1997);
- «Ріка життя — вечірній міраж» (1997);
- «Велика подорож» (1997);
- «Вічні бажання» (1997);
- «Острови мрії» (1997);
- «Срібні звуки весни» (1998);
- «Портрет дівчини» (1998);
- цикл «Фантастичні світи» (кінець 1990-х—початок 2000-х);
- «Пробудження» (2001);
- «Після дощу» (2001);
- «Півонії» (2001);
- «Небесна музика» (2002);
- «Шелест минулорічного листя» (2003);
- «Гори» (2004);
- «Ранковий сон, схід сонця» (2005);
- «Мальви квітнуть» (2005);
- «Пані Шим Сіль» (2005);
- «Білі іриси, дихання землі» (2006);
- «Азалія», «Небесний вінок» (2006);
- «Білі хризантеми» (2008);
- «Білі півонії» (2009);
- «Любов небесна і любов земна» (2011);
- «Яблуневий сад» (2013).

Учасниця всеукраїнських та міжнародних мистецьких виставок з 1993 року. Персональні виставки відбулися у Києві у 1998, 1999, 2000—2001 роках.
Окремі твори зберігаються у приватних колекціях США, Німеччини, Південної Кореї та інших країн.